# Gložje
Gložje (cyr. Гложје) – wieś w Serbii, w okręgu pczyńskim, w gminie Bosilegrad. W 2011 roku liczyła 278 mieszkańców.